# رود سيمز
رود سيمز (بالإنجليزية: Rod Sims)‏ هو اقتصادي أسترالي، ولد في 1950 في Lorne, Victoria ‏ في أستراليا.